# Maharashtra Open 2020
Maharashtra Open 2020 var den 25:e upplagan av Maharashtra Open, en tennisturnering i Pune, Indien. Turneringen var en del av ATP-touren 2020 och den spelades utomhus på hard court mellan den 3–9 februari 2020.

## Mästare

### Singel
- Jiří Veselý besegrade  Egor Gerasimov, 7–6(7–2), 5–7, 6–3

### Dubbel
- André Göransson /  Christopher Rungkat besegrade  Jonathan Erlich /  Andrei Vasilevski, 6–2, 3–6, [10–8]